# 요엣
요엣(Le Jouet, The Toy)은 프랑스에서 제작된 프랑시스 베베르 감독의 1976년 코미디 영화이다. 피에르 리샤르 등이 주연으로 출연하였다.

## 출연

### 주연
- 피에르 리샤르
- 미셀 부케
- 파브리스 그레코

### 조연
- 자크 프랑소와
- 다니엘 세칼디
- 찰스 제라르
- 미첼 오몬트
- 제라르 쥐노

## 제작진
- 미술: 버나드 에베인
- 의상: 미셀 세프